# Esclavage à Bourbon

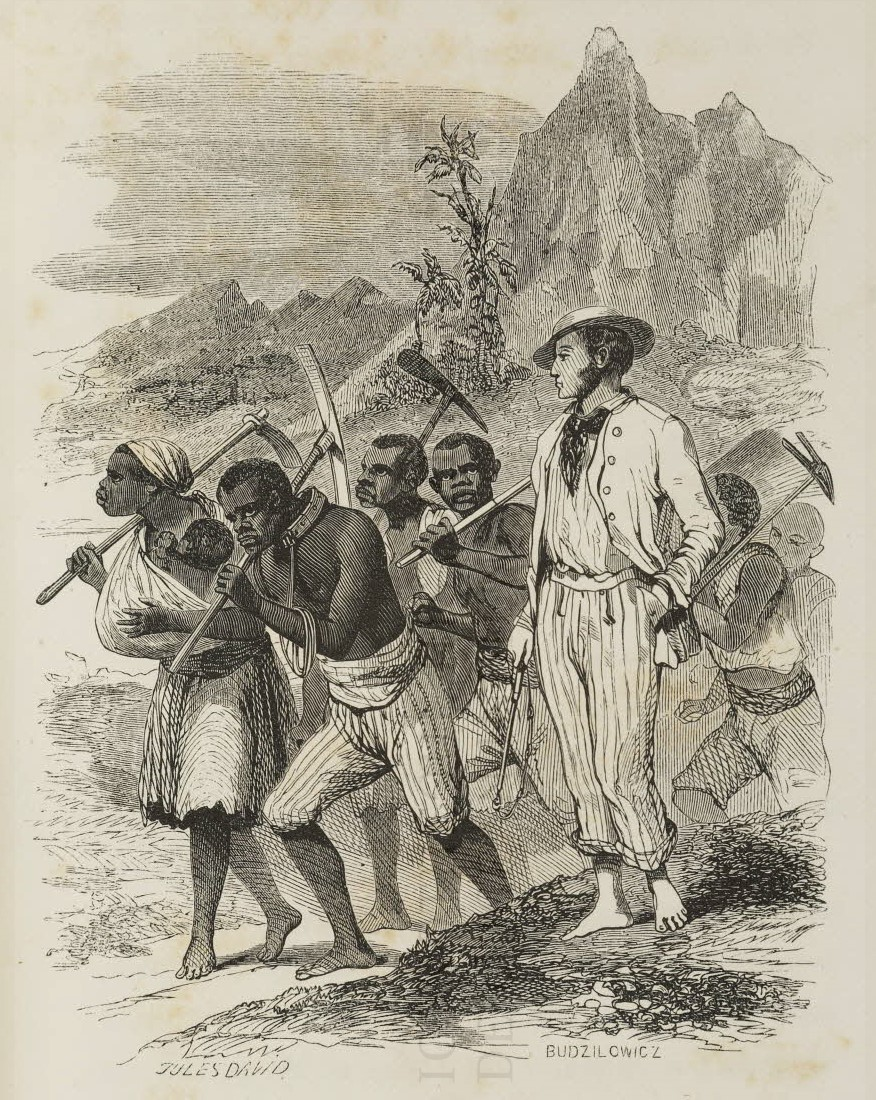
Esclaves se rendant au travail à Bourbon. Gravure de 1850 pour illustrer Paul et Virginie de Henri Bernardin de Saint-Pierre.

L'esclavage est mis en œuvre sur l'île de La Réunion lors de son son peuplement au milieu du XVIIe siècle. Les esclaves servent d'abord à la culture du café, puis à celle de la canne à sucre à compter du début du XIXe siècle. L'esclavage n'est définitivement aboli que sur une proclamation du commissaire de la République Joseph Napoléon Sébastien Sarda Garriga le 20 décembre 1848, date devenue une fête et un jour férié sur l'île, appelée communément « fét caf » (« la fête des cafres », cafre étant le terme créole pour désigner la population noire).

## Histoire

### Avant l'arrivée des Européens
Il est vraisemblable que les Austronésiens aient découvert l'archipel des Mascareignes, même s'ils n'y ont pas laissé de trace, car des études récentes,,, montrent qu'ils ont peuplé Madagascar entre 2000 et 1500 av. J.-C..
Au Moyen Âge (800-1500), les îles Mascareignes sont « découvertes » par les navigateurs indonésiens (Waq-Waq), puis arabes et swahilis, qui quadrillent la mer de Zanj, dont Ahmed Ibn Majid ou Sulayman al-Mahri.

### Arrivée des Européens
D'un point de vue européen, l'archipel des Mascareignes aurait été « découvert », ou du moins abordé par divers navigateurs portugais, dont Diogo Dias (1500) et Diogo Fernandes Pereira (1507), puis par Pedro de Mascarenhas le 9 février 1513. Il est baptisé en son honneur en 1528 par son confrère Diogo Rodrigues, lequel a donné son nom à l'île Rodrigues.
En 1642, à la prise de possession par la France, l'île est inhabitée. Elle n'est habitée durablement qu'à partir de 1663, peut-être à la Grotte des Premiers Français : une dizaine de mutins de Port-Dauphin y sont déportés en 1646.
Étienne de Flacourt (1607-1660), administrateur colonial français, chef de colonie à Port-Dauphin (Madagascar) a pu prendre possession à nouveau de l'île Mascarin en 1649.
La Compagnie française des Indes orientales (1664-1769) en obtient la concession, et le premier gouverneur est nommé en 1665, Étienne Regnault, pour diriger une colonie de 35 personnes. En 1715, la décision est prise à Paris d'expérimenter la plantation de caféiers, avec colons et esclaves (Afrique, Inde, Madagascar).

### La traite des esclaves

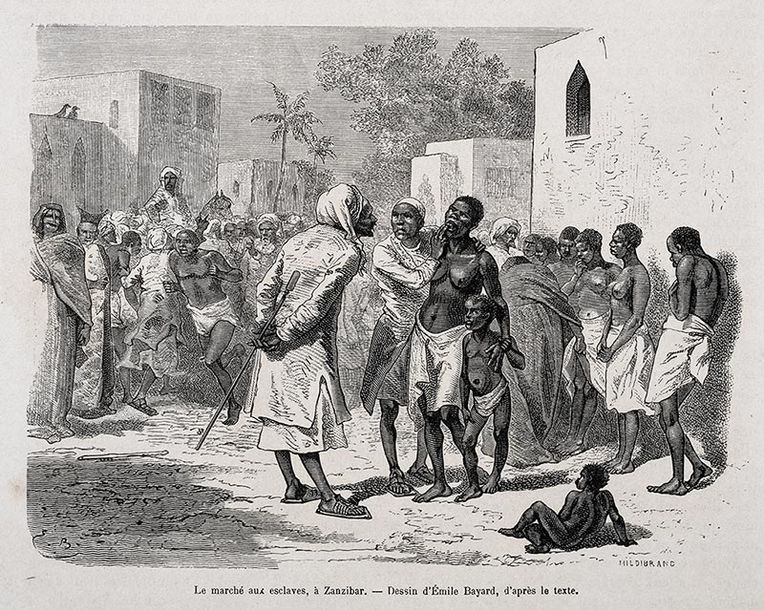
Un marché aux esclaves à Zanzibar, port par lequel sont passés de nombreux cafres réunionnais.

À partir de 1702, les tout premiers esclaves, traqués en Afrique occidentale, furent transportés par des navires interlopes, et revendus à Bourbon. Ils étaient alors en nombre dérisoire. La Compagnie française des Indes orientales fit ensuite transporter vers Bourbon des Africains de l'Ouest : 200 esclaves de Juda (ville côtière du royaume d'Abomey, dans l'actuelle République du Bénin) en 1729, puis 188 esclaves de Gorée (dans la baie de Dakar au Sénégal) en 1730 et 1731. Ce trafic fut interdit en 1731, puis à nouveau autorisé en 1737 par le gouverneur Mahé de La Bourdonnais. Les derniers Africains de l’Ouest arrivèrent à Bourbon en 1767.

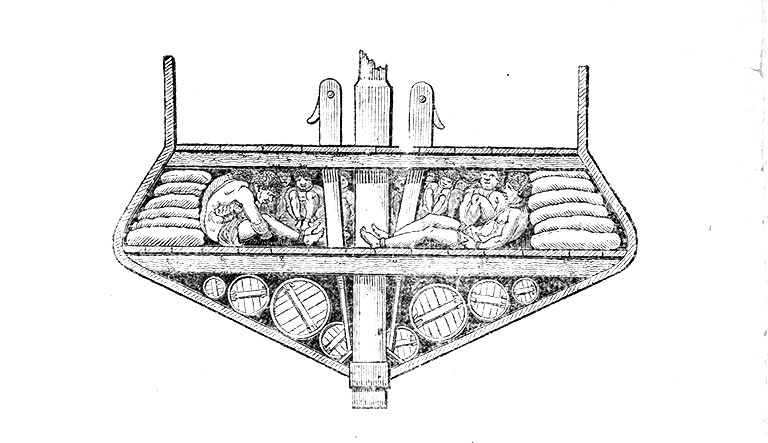
Intérieur d'un navire négrier.

Dès la fin du XVIIe siècle, des esclaves furent ramenés d'Inde par des navires qui faisaient route vers la métropole. Pierre-Benoît Dumas, président du Conseil supérieur de l'île et directeur général pour la Compagnie des Indes, se rendit en 1729 à Pondichéry où il assista au recrutement des esclaves. Interrompue entre 1731 et 1734, la traite reprit sous Mahé de La Bourdonnais ; des centaines d'esclaves arrivèrent à Bourbon depuis Pondichéry. Après 1767, des traitants de Bourbon avaient des correspondants à Pondichéry et Chandernagor, des négriers allèrent aussi à Goa. Cette traite prit fin à la fin du XVIIIe siècle avec les guerres entre la France et la Grande-Bretagne.
Après les Portugais au XVIe siècle, les Néerlandais et les Anglais au XVIIe siècle, puis des pirates installés dans le Nord de Madagascar entre 1685 et 1726, la Compagnie française des Indes orientales s'approvisionna à partir de 1717 en esclaves de la « Grande Île », réputée française. Il y eut trois lieux de traite successifs sur la côte orientale de Madagascar : Antongil à partir des années 1720-1735 jusqu'au milieu du XVIIIe siècle environ ; puis Foulpointe devint en 1758 le centre officiel de la traite, qui commença à décliner en 1791 ; enfin Tamatave, jusque-là lieu de traite secondaire, commença à prédominer entre 1798 et 1801, c’était le débouché maritime des hauts plateaux d’où provenaient les esclaves mérinas, Tamatave n’eut jamais l’importance qui avait été celle de Foulpointe.

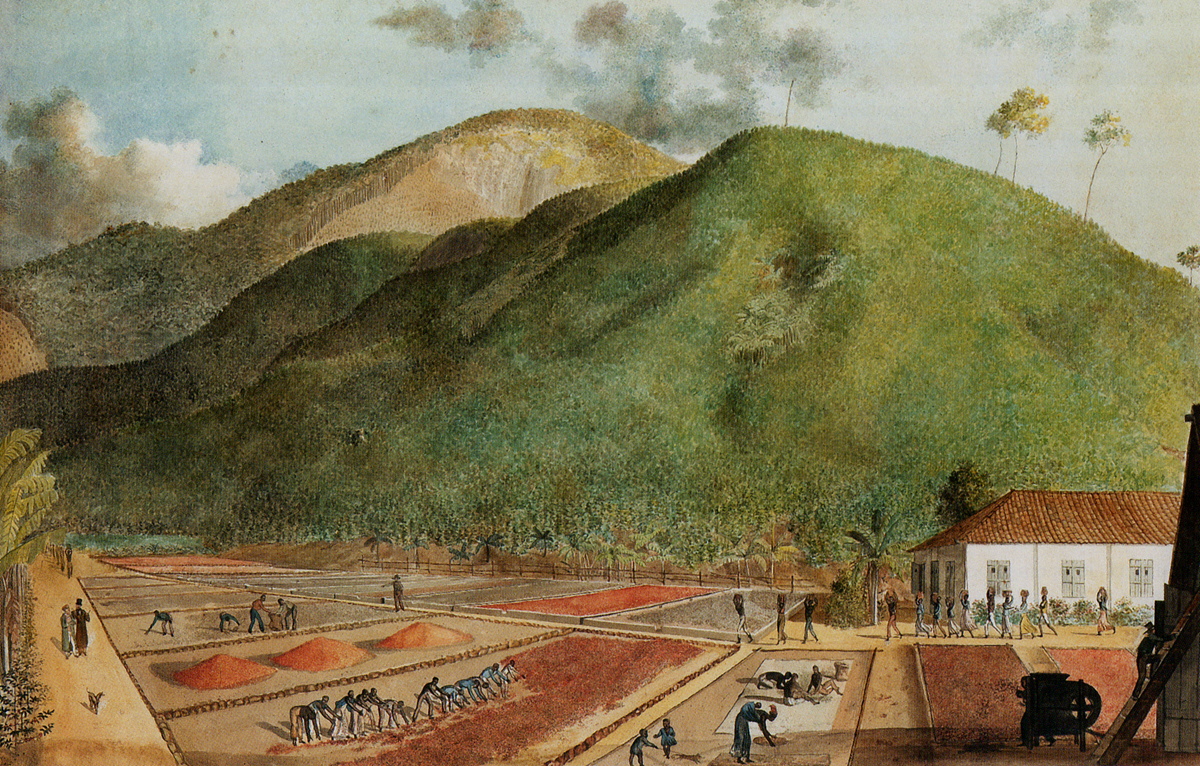
Esclaves au travail dans une habitation caféière, vers 1800.

En 1721, le vice-roi de l’Inde portugaise, victime de pirates, se trouva forcé de relâcher à Saint-Denis ; il fut rapatrié au Portugal par un navire de la Compagnie des Indes ; en remerciement, il promit d’écrire aux autorités du Mozambique afin d’y faciliter la traite vers Bourbon. Mahé de La Bourdonnais fit pratiquer une traite systématique entre le Mozambique et Bourbon : chaque année, deux expéditions fournirent plusieurs centaines d’esclaves. Arrêté de 1746 à 1750, ce trafic reprit à la fin de l’époque de la Compagnie des Indes, en 1767.

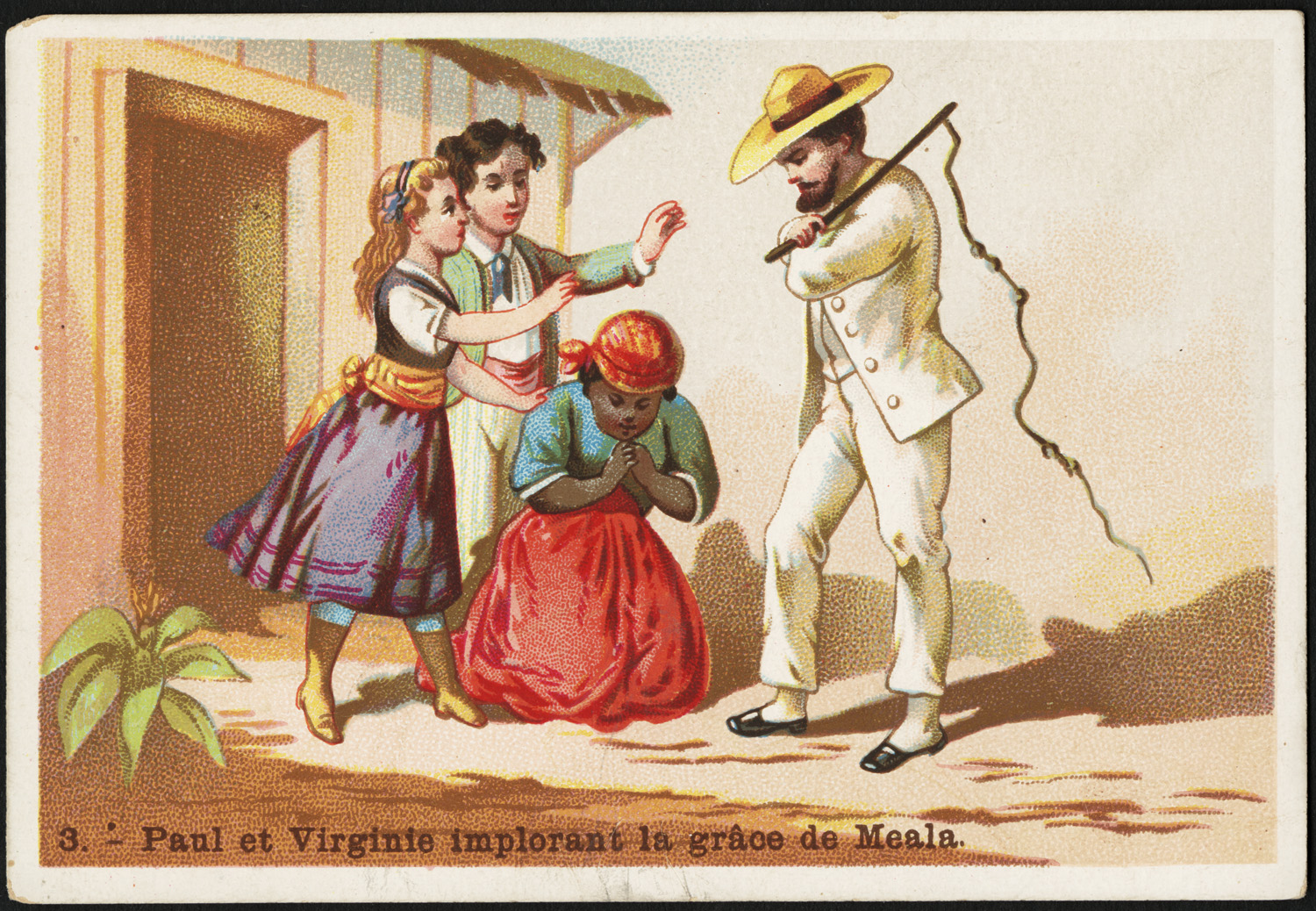
Illustration du livre Paul et Virginie, de l'abolitionniste Bernardin de Saint-Pierre.

La côte orientale de l’Afrique fournit plus d'esclaves que Madagascar dès les dernières années de la Compagnie. Au début de la période royale (1767-1789), le nombre de « cafres » (esclaves noirs d'Afrique australe) débarqués aux Mascareignes était déjà cinq fois supérieur à celui des Malgaches. La traite vers Bourbon en provenance du cap Delgado au golfe d'Aden aurait commencé en 1754, serait devenue régulière après la fin du monopole de la Compagnie et aurait culminé vers 1785−1790.
Le 8 janvier 1817, la traite fut interdite par une ordonnance de Louis XVIII. Cependant, ayant peur de manquer de main-d’œuvre, Bourbon introduisit illégalement, quelque 50 000 nouveaux esclaves dans l’île, dont une très large majorité entre 1817 et 1831.

### Marronnage

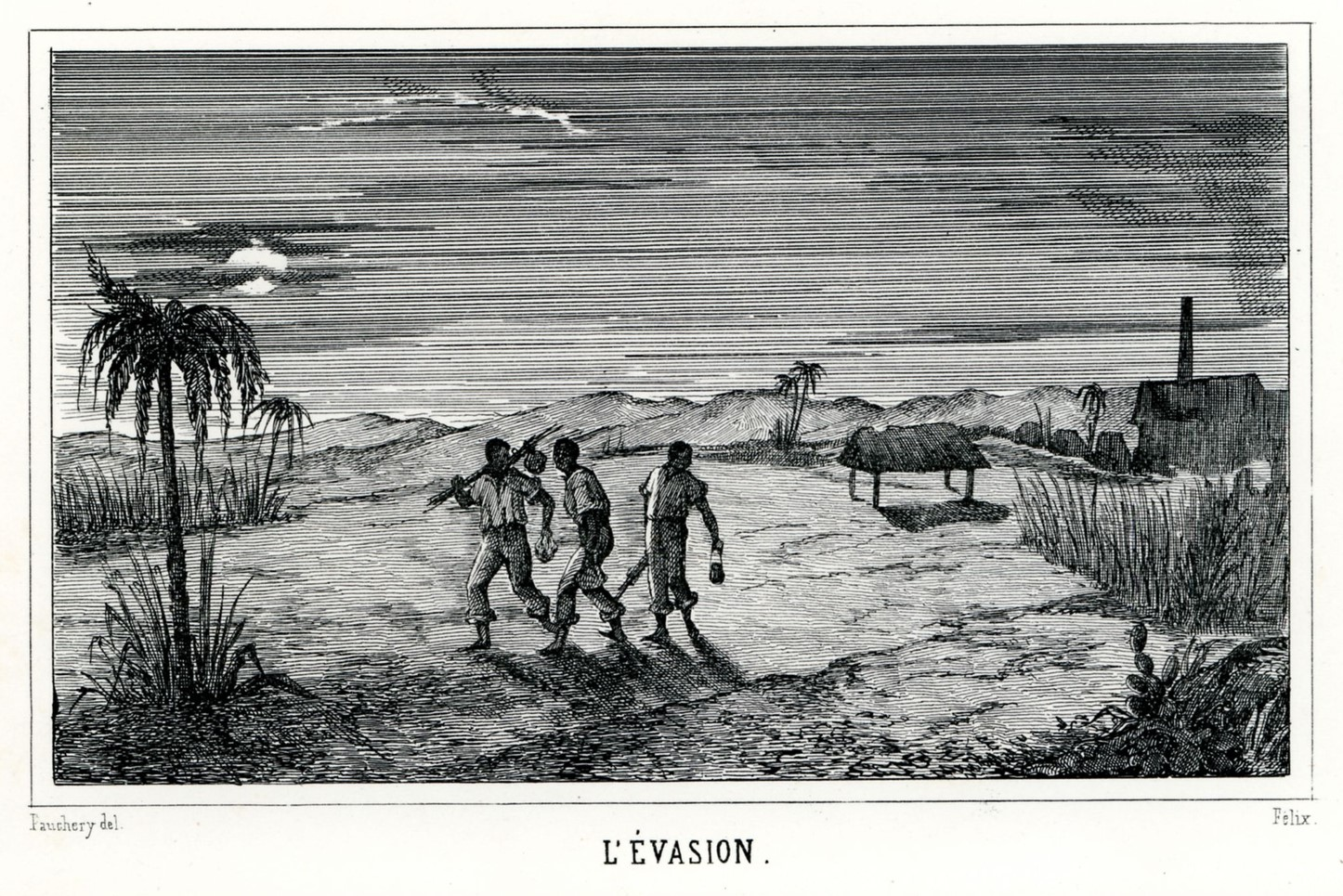
Esclaves marrons à La Réunion, illustration dessinée par Fauchery pour le livre Les Marrons de Louis Timagène Houat.

Dès les premiers temps de la colonisation française se développe le marronnage : les Malgaches fuient les installations sur le littoral pour se réfugier et se cacher dans les terres hautes de l'île. La fuite des esclaves vers les montagnes de l'île est un phénomène constant.
La Vallée secrète est un site naturel de l'île de La Réunion, connu pour accueillir le seul ancien campement d'esclaves marrons formellement identifié par l'archéologie moderne.
On connaît plusieurs esclaves marrons légendaires, tels que Cimandef, Mafate, Dimitile, Anchaing.

### Révoltes d'esclaves

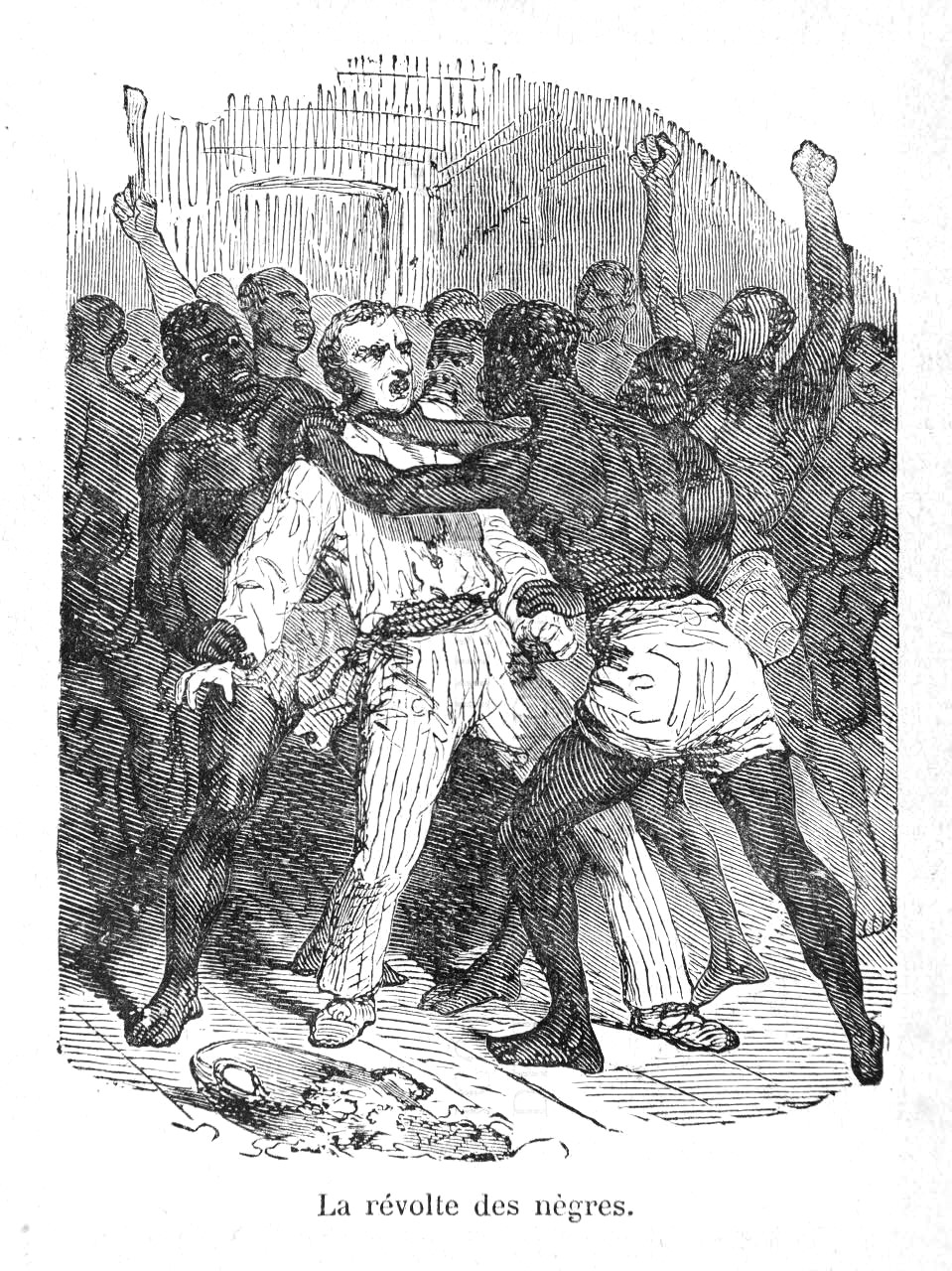
La révoltes des nègres.

Des révoltes d'esclaves malgaches se produisent en 1674 et 1678.
La révolte d'esclaves de Saint-Leu se déroule en 1811, alors que l'île est sous domination britannique.
En 1793, il y a 35 000 esclaves pour 10 000 libres. En 1825, c'est-à-dire 14 ans après la révolte, il y en a désormais respectivement 71 000 pour 25 000 libres. On peut donc estimer qu'il y a environ 50 000 esclaves sur l'île en 1811, dont 5 000 dans les environs de Saint-Leu, capitale du café Bourbon, où demeuraient seulement 500 personnes libres.

### Abolition de l'esclavage

#### Première abolition de 1794 jamais appliquée
Si la Convention montagnarde avait aboli l'esclavage une première fois en 1794, l'application de celle-ci fut bloquée par les notables de la colonie.

#### Seconde abolition en 1848
L'abolition de l'esclavage dans les colonies françaises est décrété le 27 avril 1848 par le gouvernement provisoire de la Deuxième République. Une abolition devenue historiquement inéluctable, puisque la plupart des pays d'Amérique latine avaient — à la notable exception du Brésil — aboli l'esclavage entre 1811 et 1831, et que deux ans plus tard c'était le tour des colonies britanniques.
Victor Schœlcher, membre du gouvernement provisoire, nomme Sarda Garriga commissaire général de la République pour La Réunion, et le charge d'y mettre le décret en application. Le fait qu'il soit ami d'Étienne Arago, frère de François alors ministre de la marine, n'est pas pour rien dans cette nomination.

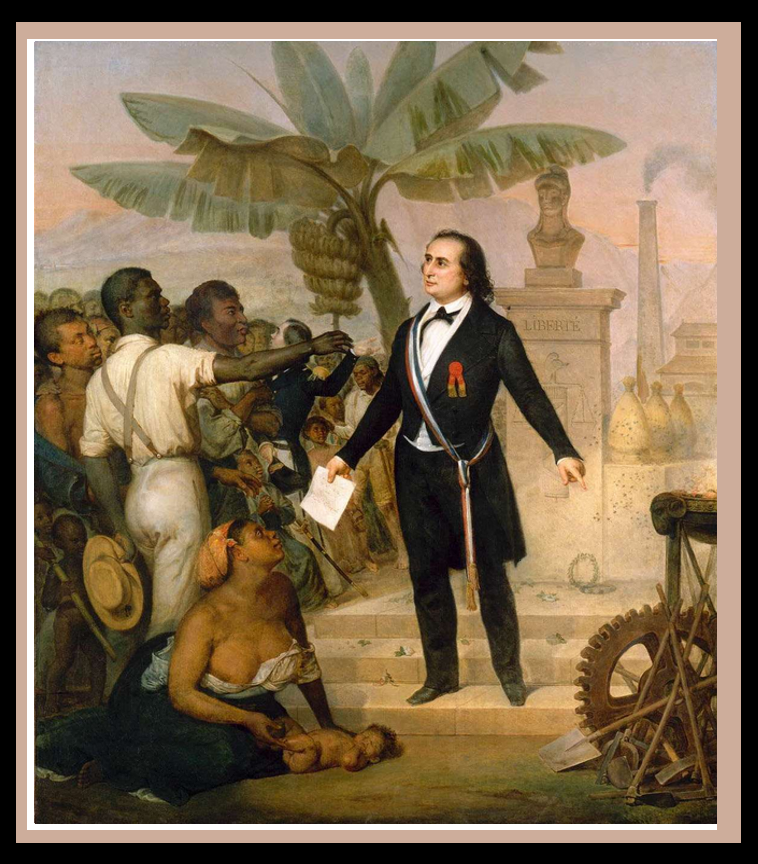
Sarda-Garriga mettant en application le décret d'abolition de l'esclavage à La Réunion. Dans ce tableau, le commissaire de la République tient d’une main le texte officiel libérant les esclaves immédiatement et de l’autre il montre les outils, invitant les nouveaux affranchis à continuer leur travail.

Arrivé le13 octobre 1848 à La Réunion, Sarda-Garriga promulgue le décret le 18 octobre, applicable deux mois plus tard. Puis, entre octobre et décembre 1848, il rencontre affranchis et maîtres pour rassurer la population et expliquer les changements liés à l'abolition de l'esclavage permettant une abolition de l'esclavage définitive sans heurts. Enfin, le 20 décembre 1848, Sarda-Garriga promulgue le décret devant la préfecture de Saint-Denis. Il commence sa proclamation officielle par cette phrase :
« Mes amis, les décrets de la République française sont exécutés : vous êtes libres. Tous égaux devant la loi, vous n’avez autour de vous que des frères. La liberté, vous le savez, vous impose des obligations. Soyez dignes d’elle, en montrant à la France et au monde qu’elle est inséparable de l’ordre et du travail... »

#### Une abolition sous conditions
Sarda-Garriga cherche à éviter que la violence ne se retourne contre les maîtres d'hier tout en préservant leurs intérêts économiques et la supériorité de leur statut social. Le Commissaire de la République oblige les « nouveaux affranchis » devenus citoyens, de second ordre (au point que le mot "sitoyen" deviendra un mot péjoratif en créole), à signer un contrat de travail chez leur ancien maître devenu leur patron, faute de quoi ils seraient réputés vagabonds et jetés en prison. Et ce tout en leur demandant d'être patients si leur patron ne pouvait leur verser le salaire dû.
C’est la mémoire des esclaves réunionnais, si imparfaitement libérés par Sarda Garriga en 1848, que défend le poète-chanteur-maloyer réunionnais Danyèl Waro dans un de ses plus beaux poèmes, Foutan fonnker (« poème caustique »)  dans lequel il dénonce les ravages de l’esclavagisme que la société réunionnaise continue de charrier :  « vin désanm la pokor », le 20 décembre reste à faire.

#### Indemnisation des propriétaires d'esclaves
Afin de dédommager la perte en capital, l'abolition s’accompagne de l'indemnisation des propriétaires esclavagistes, à la charge du contribuable français,.

### Suites dans l'engagisme
Les anciens esclaves quittent en foule, au risque de la prison, les « habitations » (plantations) où leurs anciens maîtres continuent pour la plupart à les traiter aussi mal après qu'avant le 20 décembre.
Avec l'interdiction de l'introduction d'esclaves noirs dans les colonies françaises par l'ordonnance du 8 janvier 1817, puis les lois Mackau (1845), et l'abolition de l'esclavage en 1848, les planteurs se tournent vers l'engagisme pour s'approvisionner en main-d’œuvre agricole. Les nouveaux travailleurs viennent principalement d'Inde (Malbars), et dans une moindre mesure de l’Afrique et de Madagascar.

## Dans les arts

### Littérature
- Les Marrons (1844, Louis Timagène Houat)
- Une chasse aux nègres-marrons (1845, Théodore Pavie)
- Loisirs. Nouvelles de Bourbon (1845, Auguste Logeais)
- Léonard (1847, François Saint-Amand)
- Île Bourbon 1730 (2007)
- L'Affaire de l'esclave Furcy (2010, Mohammed Aïssaoui)
- Le fruit le plus rare ou la vie d'Edmond Albius (roman), Gaëlle Bélem, éditions Gallimard, 2023)[16]

### Cinéma
- Ni chaînes ni maîtres (film de 2024 se déroulant dans l'île voisine de Maurice).

### Documentaire de création
- Terre Marronne, réalisé par Lauren Ransan en 2015.

## Personnalités

### Catégorie
- Esclaves à Bourbon

### Esclaves célèbres
- Edmond Albius
- Anchaing
- Cimendef
- Dimitile
- Furcy
- Héva
- Mafate

### Abolitionnistes
- Bernardin de Saint-Pierre

### Chasseurs d'esclaves
- Jean Dugain
- François Mussard

### Esclavagistes

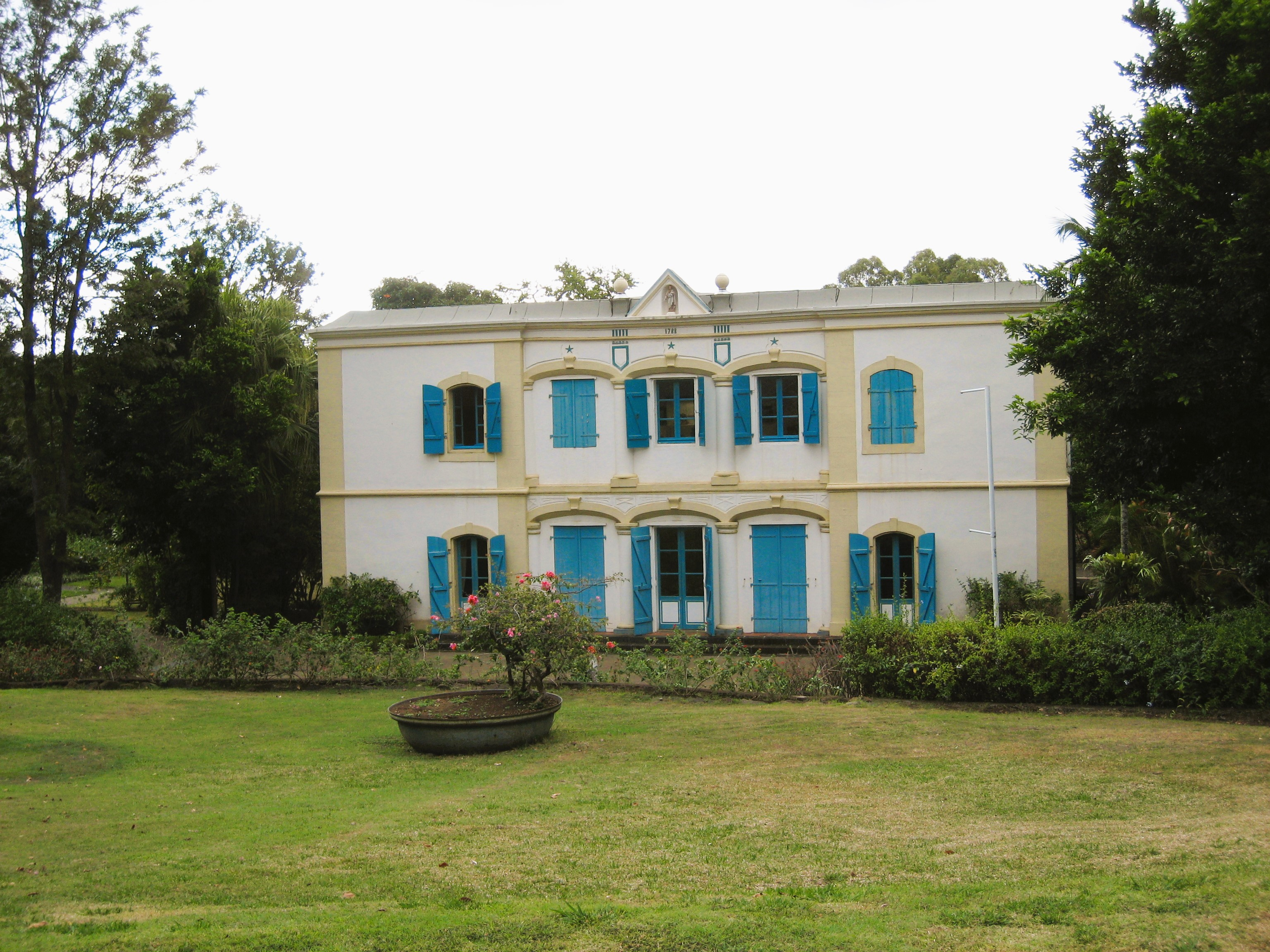
Maison des maîtres de l'habitation Desbassayns, la plus grande plantation de l'île à la fin du XVIIIe siècle.

- Henri Paulin Panon Desbassayns
- Madame Desbassayns
- Joseph de Villèle
- Augustin Panon
- Charles Desbassayns
- Joseph Desbassayns

## Habitations agricoles coloniales
- Habitation Desbassayns
- Domaine du Chaudron
- Domaine du Grand Hazier
- Habitation du Gol
- Domaine de Maison Rouge

Maisons des maîtres des habitations
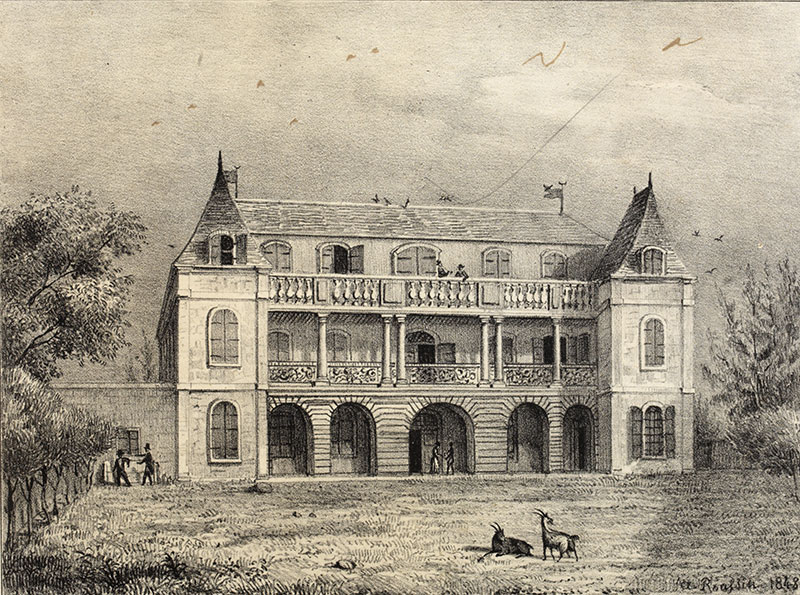
Habitation du Gol.
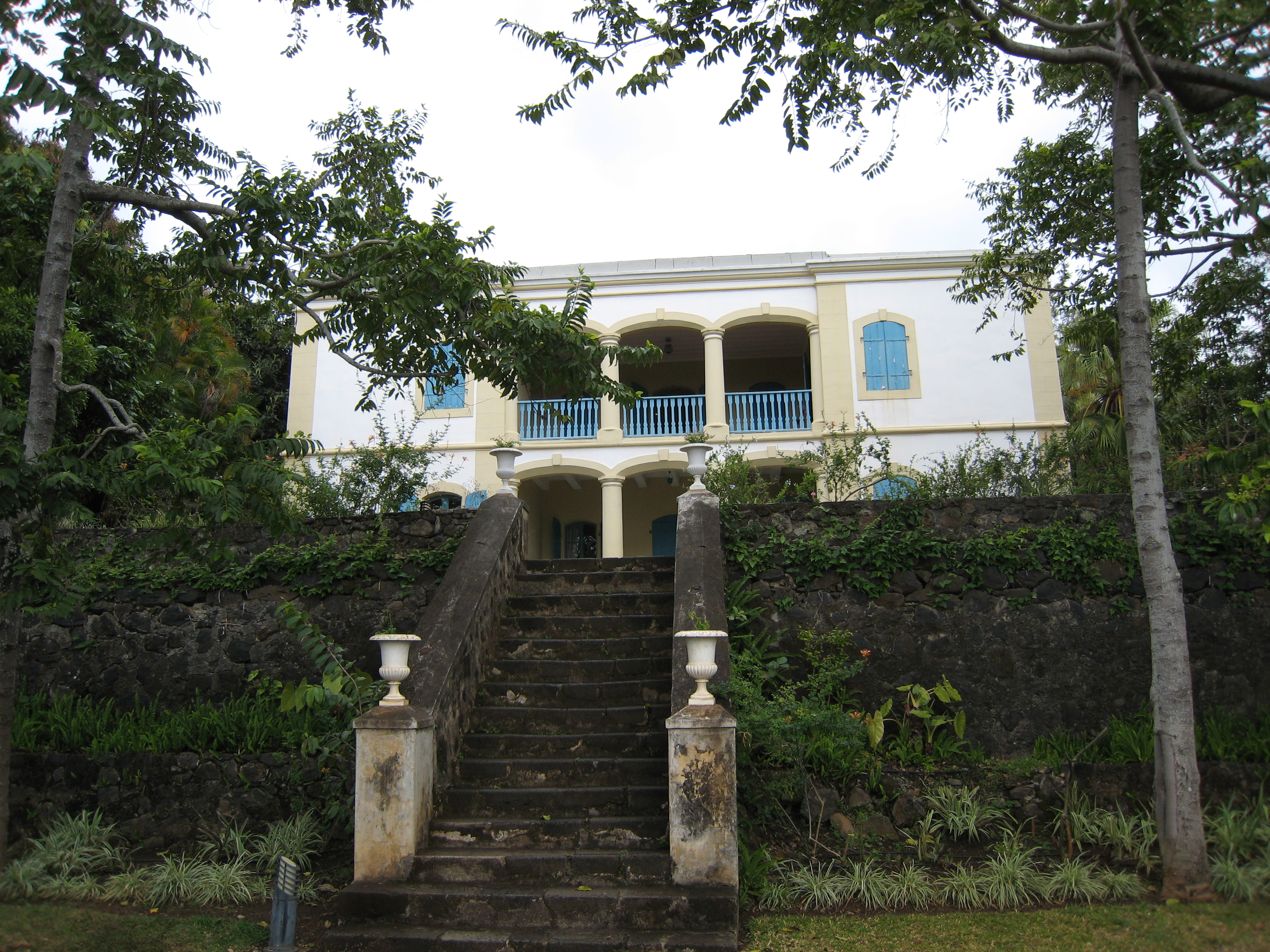
Habitation Desbassayns.
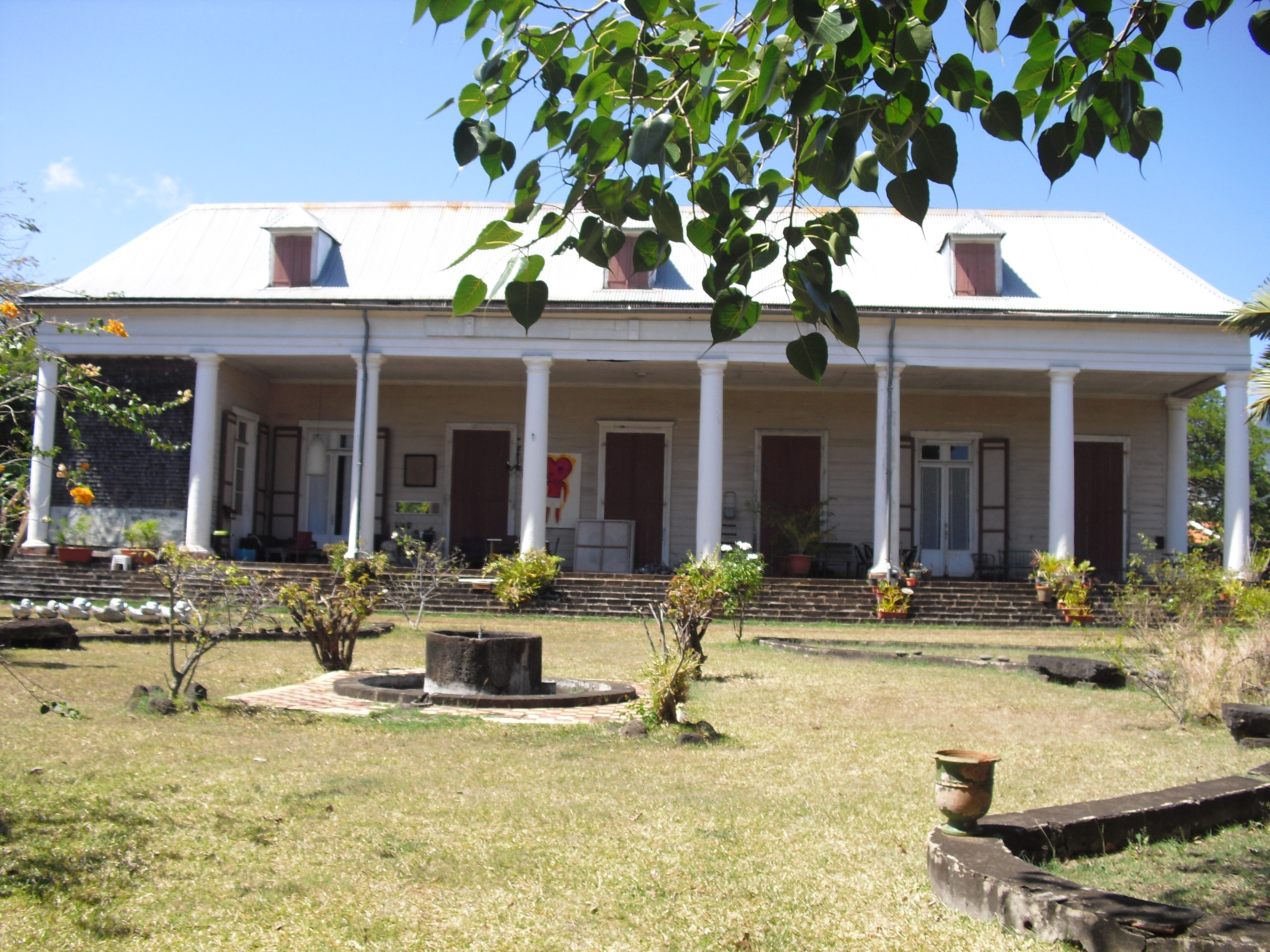
Domaine du Chaudron.
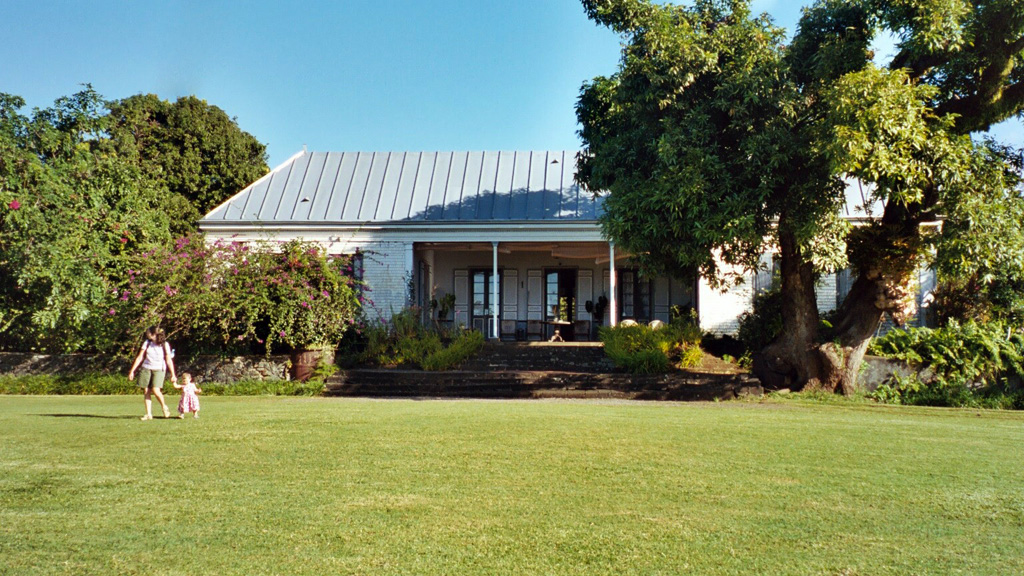
Domaine du Grand Hazier.

## Mémoires de l'esclavage à La Réunion

### Musées
- Musée de Villèle

### Œuvres d'art

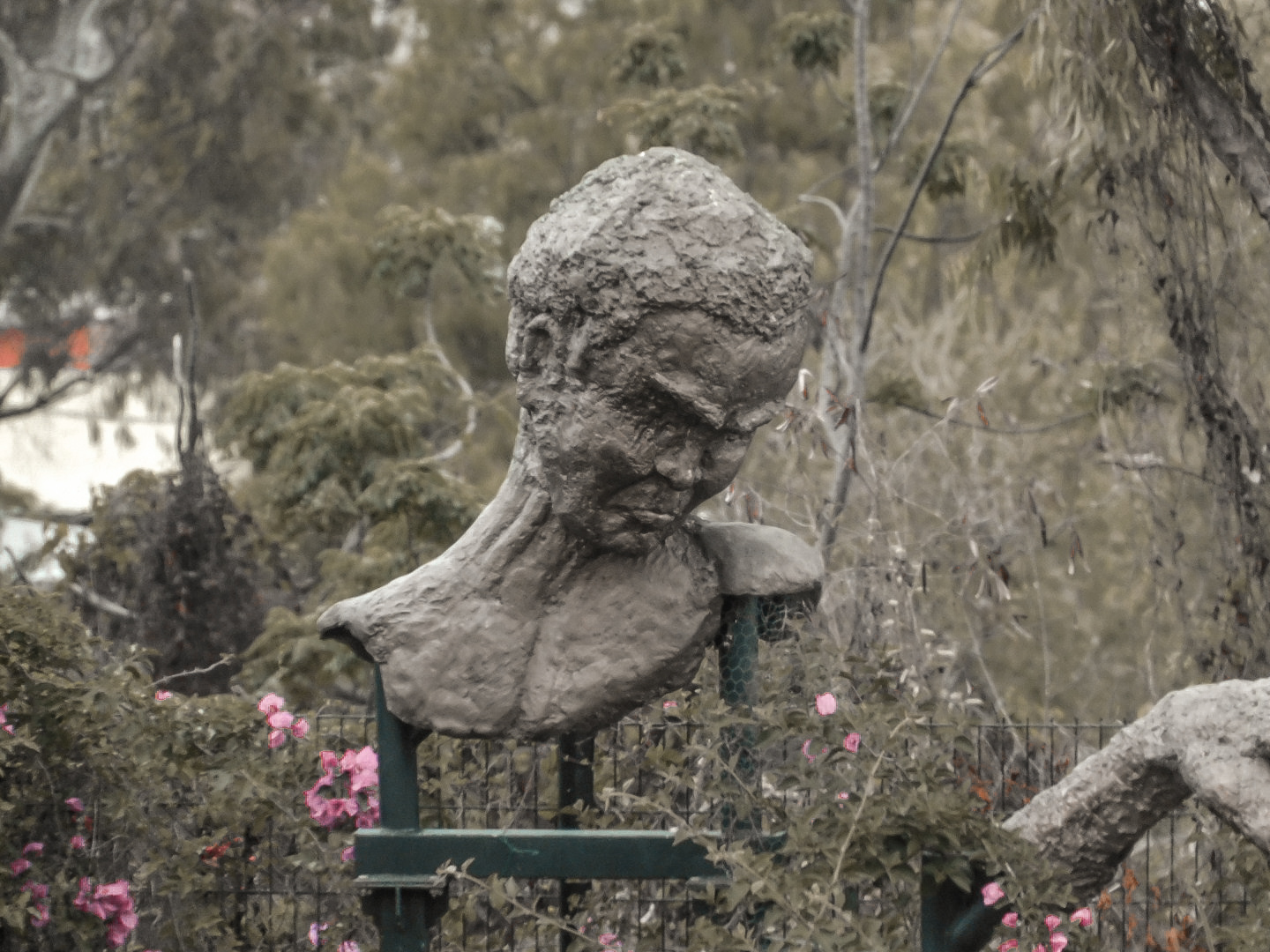
Sculpture Bann marronér, réalisée en bronze par Nathalie Maillot et Nelson Boyer. Elle rend hommage au marronnage. Musée de Villèle.
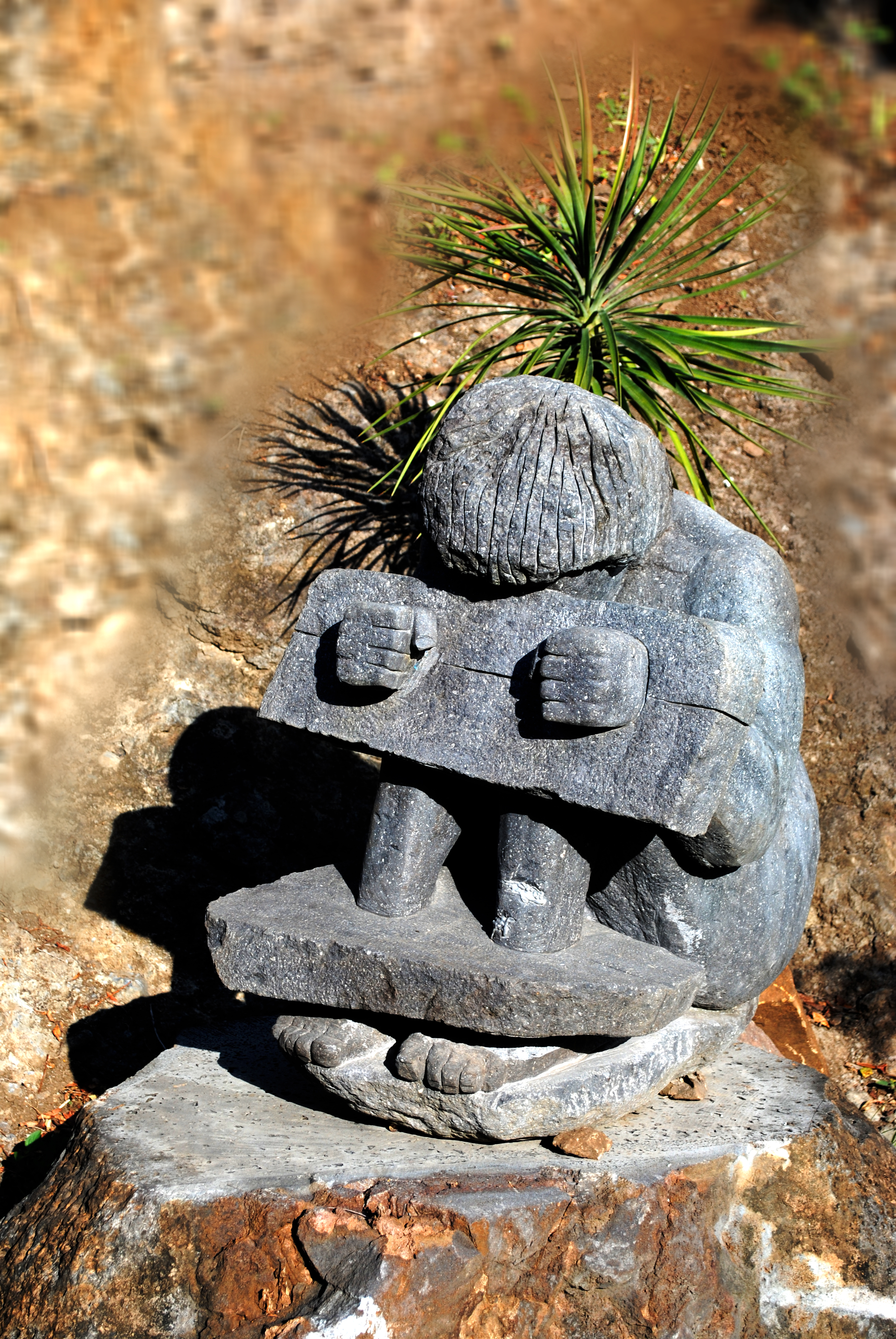
L'homme au carcan, sculpture de Marco Ah-Kiem.
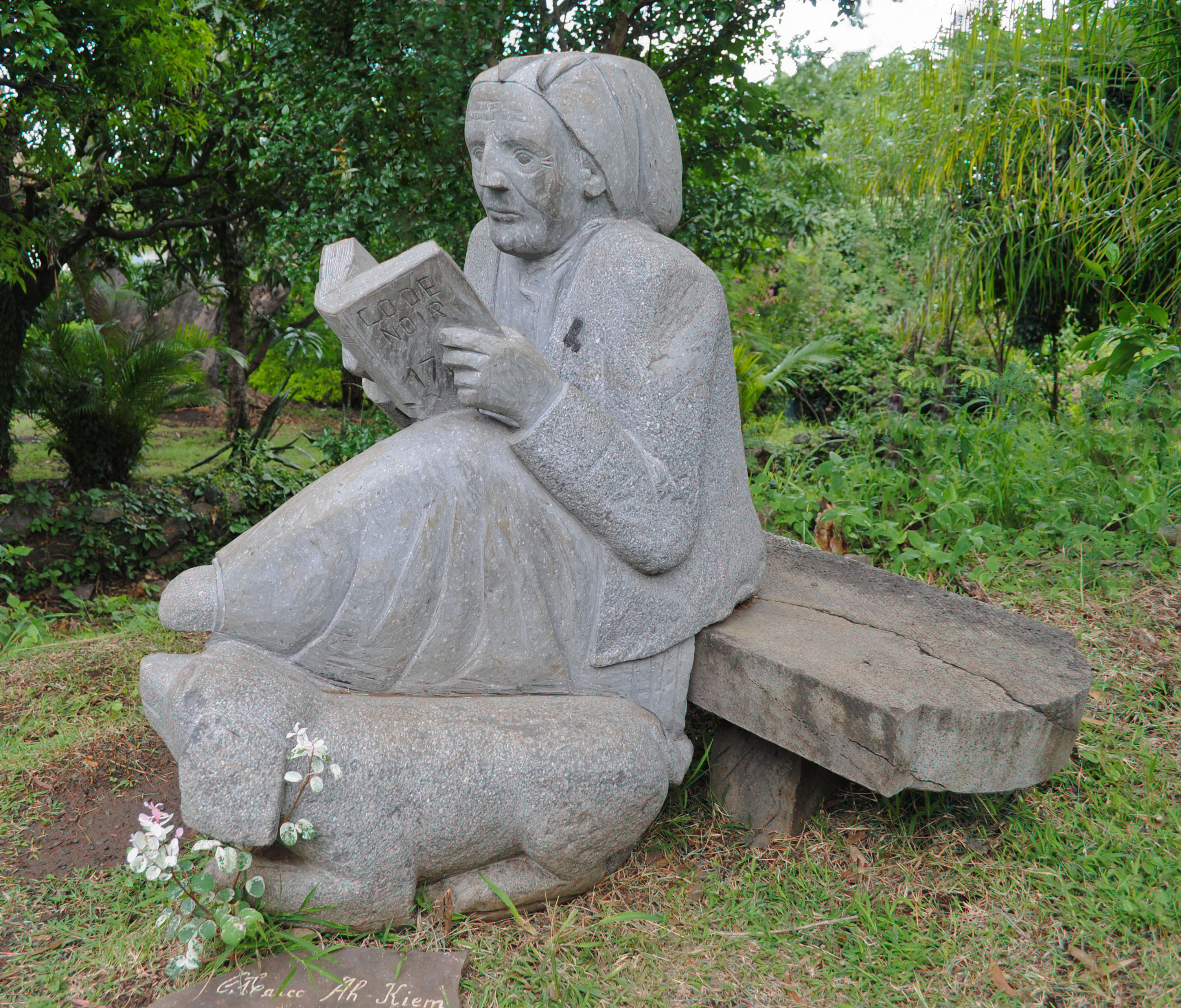
Madame Desbassayns lisant le Code noir de 1723. Sculpture de Marco Ah-Kiem.